# CIS 50MG
CIS 50MG je singapurska teška strojnica koju je sredinom 1980-ih razvila i kasnije proizvela vojna industrija Chartered Industries of Singapore (CIS), odnosno današnji ST Kinetics. Nastala je na zahtjev singapurskih oružanih snaga koje su odlučile naći zamjenu Browningovoj teškoj strojnici M2HB.
ST Kinetics je predstavio novu strojnicu 1988. nakon dvije godine razvoja i testiranja te koristi streljivo kalibra .50 BMG kao i njezin prethodnik. Riječ je o zračno hlađenom oružju koje koristi streljivo u lancu te ima ugrađenu ručku koja omogućava brzu i jednostavnu promjenu cijevi u borbenim situacijama ili operativnim manevrima. Strojnica je karakteistična po tome što se istovremeno na nju mogu postaviti dva lanca sa streljivom, svaki s jedne strane.

## Korisnici
- Singapur: CIS 50MG koriste singapurske oružane snage[1] te policijska obalna straža.[1][4]
- Indonezija: domaća vojna industrija PT Pindad na temelju licence proizvodi ovu strojnicu pod nazivom Pindad SMB-QCB za potrebe indonežanske vojske.[1][5]

## Vanjske poveznice
- CIS / ST Kinetics 50MG (Fifty) Heavy Machine Gun (1991)